# Justicia oldemanii
Justicia oldemanii är en akantusväxtart som beskrevs av Wassh.. Justicia oldemanii ingår i släktet Justicia och familjen akantusväxter. Inga underarter finns listade i Catalogue of Life.